# Nostra Terra (Partit)
Nostra Terra (en letó: Mūsu Zeme) és un partit polític de Letònia fundat el 1993. El seu líder és Ilmārs Ančāns.
Tres parts principals es mostren al programa del partit:
- La vida de la nació.
- La veritat històrica i jurídica de Letònia.
- Un nou camí de desenvolupament a l'estat de Letònia.

És un partit que s'oposa a la Unió Europea.